# Марі Хермансон
Марі Германсон (швед. Marie Hermanson; нар. 1956 рік, Саведален, Швеція) — шведська письменниця.

## Біографія[2]
Письменниця Марі Германсон народилася та виросла в Саведалені, околиці Гетеборга, разом з братами і сестрами. Батьки Марі викладали в школі. Вона відвідувала коледж журналістики в Гетеборзі і вивчала літературу та соціологію в Гетеборзькому університеті. Крім навчання вона працювала медсестрою у психіатричній клініці. Після навчання журналісту вона працювала журналістом в різних щоденних газетах.
У 1986 році вона дебютувала з Альбертом Бонньер Верлагом із збіркою оповідань «Існує дірка насправді», розповіді, натхненні казками і міфами. Всі її твори мають зв'язок з творчісттю  Едгара По, готичнимим творами, присутні елементи наукової фантастики та фентезі.
Марі все ще живе в Гетеборзі разом зі своїм чоловіком та двома дітьми.
Книги Марі Хермансона були переведені на вісімнадцять мов. Англійською мовою є такі романи в перекладі Regine Elsässer: Shell Beach, The Butterfly Woman, The Blank Slate, «Чисті відносини», «Людина під сходами», «Гриби для Мадлен», «Небесна долина» і «Невидимий гість». Існує також збірка оповідань «The English Dollhouse». 
Ці твори були написані на острові Суркамп.

## Список творів[3]

#### Романи
- Білосніжка (швед. Snövit) (1990)
- Сестри-близнючки (швед. Tvillingsystrarna) (1990)
- Жінка-метелик (швед. Värddjuret) (1995)
- Пляж мідій (швед. Musselstranden) (1998)
- З нового аркуша (швед. Ett oskrivet blad) (2001)
- Покоївка (швед. Hembiträdet) (2004)
- Людина під сходами (швед. Mannen under trappan) (2005)
- Син короля грибів (швед. Svampkungens son) (2007)
- (швед. Himmelsdalen) (2011)

#### Повісті та оповідання
- Електронний кінь (швед. Den elektroniska hästen) (1986)
- Існує дірка насправді (швед. Det finns ett hål i verkligheten) (1986)
- Медовий місяць (швед. Honungsmåne) (1986)
- Сто ведмедів і тисяч ангелів (швед. Hundra nallar och tusen änglaspel) (1986)
- Маленький брат Конрад (швед. Lillebror Konrad) (1986)
- Малвадс Кінг (швед. Mullvadskungen) (1986)
- Відвідування музею (швед. Museibesöket) (1986)
- Податок Наяди (швед. Najadernas skatt) (1986)
- Дочка майстра (швед. Trollkarlens dotter) (1986)

#### Збірки
- «Існує дірка насправді» (швед. Det finns ett hål i verkligheten) (1986)